# Farazdak
Az al-Farazdak (arab betűkkel الفرزدق – al-Farazdaq) néven ismert Abu Firász Hammám ibn Gálib ad-Dárimi (arabul أبو فراس همام بن غالب الدارمي – Abū Firās Hammām ibn Ġālib ad-Dārimī; Baszra, 640/641 k. – 728–732 k.) az Omajjád-kori arab költészet egyik legkimagaslóbb alakja volt.
Farazdak a Tamím törzs Dárim nemzetségének tagjaként Baszra újonnan alapított városában született, és Ali kalifa egyik legodaadóbb híve lett. Már tizenöt éves korában nagy becsben állt mint költő, azonban éles nyelve miatt előbb Baszrából, később Medinából is elűzték (előbb azért, mert az általa sokat bírált Fukajm törzs egyik tagja lett a kormányzó, utóbb pedig erkölcstelen versei és szerelmi kalandjai miatt). Első felesége a saját unokahúga, Nauhar volt, akit akarata ellenére vett el. Az asszony több konfliktus után Mekkába menekült, míg végül az addig két új nőt is feleségül vevő költő el nem vált tőle.
Farazdak neve elválaszthatatlan Dzsarír ibn Atijjáétól, aki a szintén tamímita Kulajb nemzetség fia volt. A két költő a gúnyversek (hidzsá) kiemelkedő művelője volt, és tehetségüket leginkább egymás ellen érvényesítették, sőt még párbajoztak is. Költeményeikben – különösen Farazdak, kinek rokonai igen hősies tetteket hajtottak végre – egekig magasztalták dicső őseiket és törzsüket, míg kíméltetlenül kipellengérezték a másik család és törzs múltjának kétes eseményeit.
A vetélkedésbe a kor harmadik költőóriása, a keresztény al-Ahtal is beszállt Farazdak oldalán. A kölcsönös szapulás és ellenségeskedő dicsekvés termékeit az arab irodalmárok külön műszóval illetik (an-Nakáid = Az ellentétek).